# Shekarlū Khāleşeh
Shekarlū Khāleşeh (persiska: شکرلو خالصه, Aznāb-e Khāleşeh) är en ort i Iran.   Den ligger i provinsen Östazarbaijan, i den nordvästra delen av landet, 500 km nordväst om huvudstaden Teheran. Shekarlū Khāleşeh ligger 493 meter över havet och antalet invånare är 178.
Terrängen runt Shekarlū Khāleşeh är huvudsakligen kuperad, men åt nordväst är den platt. Runt Shekarlū Khāleşeh är det ganska tätbefolkat, med 58 invånare per kvadratkilometer. Närmaste större samhälle är Abīsh Aḩmad, 12,6 km väster om Shekarlū Khāleşeh. Trakten runt Shekarlū Khāleşeh består till största delen av jordbruksmark.